# Hermann Kurz (Schriftsteller, 1880)
Hermann Kurz (* 31. Oktober 1880 in Basel; † 13. Juni 1933 in Tiflis, Georgien) war ein Schweizer Schriftsteller und Redaktor.

## Leben und Werk
Hermann Kurz war ein Sohn des aus dem Markgräflerland stammenden Fabrikanten für Bodenwichse Friedrich Kunz und der Anna Maria, geborene Meyer. Sein zwei Jahre älterer Bruder war Karl Friedrich Kurz. Nach Beendigung seiner Schulzeit trat er vorübergehend in das väterliche Geschäft ein. 1903 heiratete er Fanny Clara, geborene Weith (1885–1909). Deren Vater betrieb ein kleines Theater am Clarahof in Basel. Für diesen schrieb Kurz einige kleinere Dramen, die mit Erfolg aufgeführt wurden. 1906 erwarb Kurz’ Vater das Bauerngut «Schönmatt», das unterhalb des Gempen liegt. Vorübergehend zog Hermann Kurz mit seiner Frau und den beiden gemeinsamen Kindern sowie seinem Bruder ebenfalls dorthin. Anschliessend lebte die Familie für kurze Zeit auf der Insel Reichenau, bevor sie wieder nach Basel zog. 
Dank der Vermittlung von Freunden, vor allem von Carl Albrecht Bernoulli, konnte Kurz an zwei literarischen Zeitschriften mitarbeiten. 1907 erschien sein erster Roman Die Schartenmättler. Mit diesem Werk gelang ihm der Durchbruch und er wurde in einem Atemzug mit Robert Walser, Felix Moeschlin, Jakob Schaffner und Carl Albrecht Bernoulli genannt.
Als seine Frau am 1. Juni 1909 verstarb, hinterliess sie ihm drei Kinder. 1915 heiratete er Sophie, geborene Unkel, mit der er und seine drei Kinder sich vermehrt auf dem elterlichen Bauerngut aufhielten. Aus dieser Ehe entstammt eine Tochter Charlotte Kurz (geboren am 1. August 1921), Die Liegenschaft wurde 1912 verkauft. Während des Ersten Weltkrieges hielt sich Kurz als Kriegsberichterstatter für die Basler National Zeitung in Deutschland, vornehmlich in Berlin, auf. Nach dem Krieg lebte er in Säckingen; Mitte der 1930er-Jahre kehrte er nach Basel zurück. In dritter Ehe war er mit der aus Deutschland stammenden Klara verheiratet.
Neben seinen eher ernsten und tragischen Romanen schrieb Kurz eine Anzahl an heiteren Novellen. Da er von der Schriftstellerei seine Familie nicht ernähren konnte, experimentierte er an einer neuartigen Konservierungsmethode für Gemüse, Früchte und Getreide. Als Kurz 1929 in die Sowjetunion reiste, wurde er vermutlich auf Grund einer Denunzierung verhaftet und misshandelt. Als das Verfahren gegen ihn eingestellt wurde, musste er das Land verlassen. 1933 reiste er bereits schwer erkrankt nochmals in den Sowjetunion, wo er am 13. Juni 1933 in der Nähe von Tiflis verstarb. Sein schriftstellerisches Werk erfuhr nach seinem Tod kaum mehr Anerkennung.

## Werke
- 1907: Die Schartenmättler
- 1907: Stoffel His
- 1909: Fortunatus
- 1911: Die Guten zu Gutenberg
- 1913: Sie tanzen Ringel-Ringel-Reihen
- 1917: Das Glück in der Sackgasse
- 1919: Lisardo
- 1921: Die Runde
- 1925: Die Zerrütteten
- 1926: Der Gewinner
- 1926: Die gerupfte Braut
- 1932: O. G. P. U.